# 1781 na literatura

## Eventos
- Publicação de "Crítica da Razão Pura", de Immanuel Kant, possivelmente o livro mais influente da moderna filosofia.

## Nascimentos
| Data          | Nome            | Profissão          | Nacionalidade | Observações | Ref |
| ------------- | --------------- | ------------------ | ------------- | ----------- | --- |
| 26 de Janeiro | Achim von Arnim | romancista e poeta | Alemanha      | m. 1831     |     |

## Mortes
| Data            | Nome                     | Profissão           | Nacionalidade | Observações | Ref |
| --------------- | ------------------------ | ------------------- | ------------- | ----------- | --- |
| 15 de Fevereiro | Gotthold Ephraim Lessing | escritor e filósofo | Alemanha      | n. 1729     |     |